# Taller de Músicos

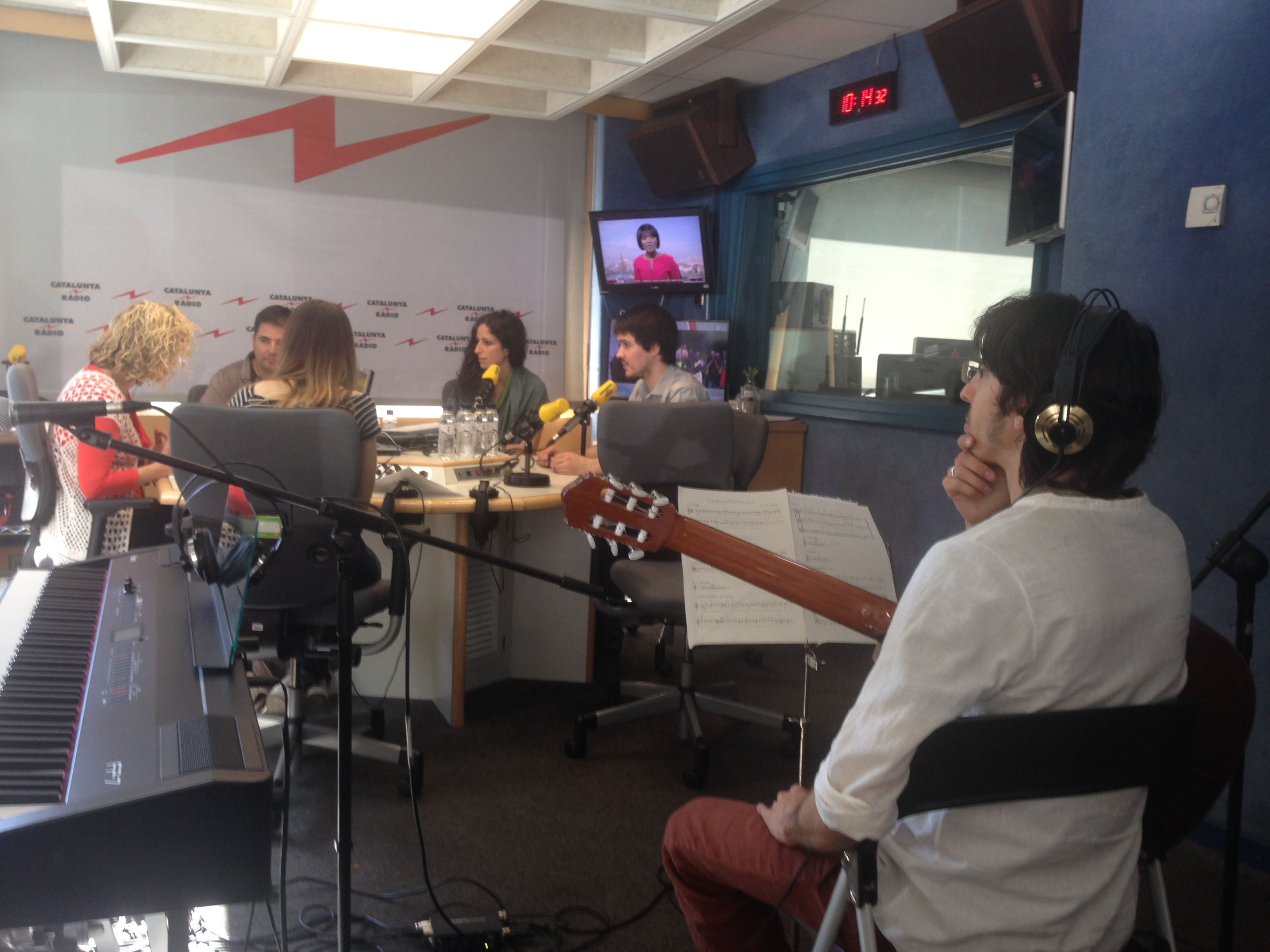
Los alumnos del Taller de Músics en La mañana de Cataluña Radio

Taller de Músicos es una escuela de música, fundada en 1979, con sede en Barcelona que tiene una casa discográfica, taller de producción y club de jazz, y enseña música con una pedagogía de acuerdo con los nuevos tiempos, capaz de estimular y facilitar el proceso creativo y la interpretación. En 2003 fue galardonado con la Creu de Sant Jordi por el extraordinario impulso que ha dado al desarrollo de jazz y música moderna de Cataluña, especialmente en el campo de la educación, sino también en términos de dirección y producción, programación musical, y la promoción de un sello discográfico propio. En 2022, fue galardonada con la Medalla de Oro al Mérito en las Bellas Artes que otorga el Ministerio de Cultura de España. Su director es Lluís Cabrera.